# Лазурный (Коми)
Лазурный (коми Лазурнӧй) — посёлок в городском округе Инта Республики Коми России.

## География
Посёлок находится в северо-восточной части Республики Коми, на правом берегу реки Косью, на расстоянии примерно 63 километров (по прямой) к юго-западу от города Инты, административного центра района. Абсолютная высота — 56 метров над уровнем моря.
Климат
Климат характеризуется как умеренно континентальный, с продолжительной морозной многоснежной зимой и коротким холодным летом. Средняя температура воздуха самого тёплого месяца (июля) составляет 14,6 °C; самого холодного (января) — −20,3 °C. Среднегодовое количество атмосферных осадков составляет 547 мм.
Часовой пояс
Лазурный, как и вся Республика Коми, находится в часовой зоне МСК (московское время). Смещение применяемого времени относительно UTC составляет +3:00.

## Население
| 1989 | 2002 | 2010 |
| ---- | ---- | ---- |
| 312  | ↘78  | ↘16  |

Гендерный состав
По данным Всероссийской переписи населения 2010 года в гендерной структуре населения мужчины составляли 56,3 %, женщины — соответственно 43,7 %.
Национальный состав
Согласно результатам переписи 2002 года, в национальной структуре населения русские составляли 65 % из 78 чел.